# Elias James Manning
Elias James Manning (ur. 14 kwietnia 1938 w Troy, zm. 13 października 2019 w Vassouras) – amerykański duchowny rzymskokatolicki posługujący w Brazylii, w latach 1990–2014 biskup Valença.

## Życiorys
Święcenia kapłańskie przyjął 30 października 1965. 14 marca 1990 został prekonizowany biskupem Valença. Sakrę biskupią otrzymał 13 maja 1990. 12 lutego 2014 przeszedł na emeryturę.